# Keydren Clark
Keydren Clark (New York City, New York, 8. listopada 1984.) je američki profesionalni košarkaš. Igra na poziciji razigravača, a trenutačno je član grčkog Arisa iz Soluna. 

## Karijera
Clark je jedan od najvećih sveučilišnih košarkaška u povijesti 1. NCAA divizije. Ukupno je u svojoj sveučilišnoj karijeri nevjerojatnih 3,058 poena, prosječno postizajući 25.9 poena po susretu. Od 2002. do 2006. kao član sveučilišta Saint Peter's College u New Jerseyu, zabio 435 ubačaja za tricu, što ga čini jednim od najboljih šutera u povijesti NCAA lige. Sveučilišnu karijeru završio je šesti na listi najboljih strijelaca svih vremena u NCAA, od njih ukupno sedam koji su prešli granicu od 3,000 poena. Svoju momčad je 2003. predvodio kao najbolji novak lige, prosječno postizajući 24.9 poena po susretu. Sljedećih sezona popravio je svoje brojke, a u posljednjoj sezoni postizao je 25.8 poena po susretu. Postao je najbolji strijelac svih vremena sveučilišta Saint Peter's College, kao i divizije MAAC u kojem je sveučilište igralo. Iako su njegove brojke na sveučilištu garantrirale da će biti izabran na NBA draftu, on se odlučio na odlazak u Europu. Igrao je u najprije u grčkom Egaleou, kasnije u talijanskom Scavoliniju, a danas je član grčkog Arisa iz Soluna. 

## Vanjske poveznice
- Profil na ESPN.com
- Profil  Arhivirana inačica izvorne stranice od 28. ožujka 2009. (Wayback Machine) na Basketball Doudiz.com
- Profil  Arhivirana inačica izvorne stranice od 14. listopada 2012. (Wayback Machine) na DraftExpress.com